# Liste der Bodendenkmäler in Wellheim
Auf dieser Seite sind die Bodendenkmäler in dem oberbayerischen Markt Wellheim zusammengestellt. Diese Tabelle ist eine Teilliste der Liste der Bodendenkmäler in Bayern. Grundlage ist die Bayerische Denkmalliste, die auf Basis des Bayerischen Denkmalschutzgesetzes vom 1. Oktober 1973 erstmals erstellt wurde und seither durch das Bayerische Landesamt für Denkmalpflege geführt wird. Die folgenden Angaben ersetzen nicht die rechtsverbindliche Auskunft der Denkmalschutzbehörde.

## Bodendenkmäler in Wellheim
| Lage                  | Objekt | Akten-Nr.     | Bild |
| --------------------- | --- | ------------- | ---- |
| Wellheim (Standort)   | Burgstall des Mittelalters. | D-1-7132-0182 |      |
| Adelschlag (Standort) | Verebnete Grabhügel und viereckiges Grabenwerk vor- und frühgeschichtlicher Zeitstellung.                                       | D-1-7132-0038 |      |
| Wellheim (Standort)   | Mittelalterliche und frühneuzeitliche Befunde im Bereich der Wielandshöfe.                                                      | D-1-7132-0095 |      |
| Wellheim (Standort)   | Mittelalterliche Burg. | D-1-7132-0096 |      |
| Wellheim (Standort)   | Mittelalterliche und frühneuzeitliche Befunde im Bereich der Evang.-Luth. Apostelkirche, ehem. Kath. Filialkirche St. Aegidius. | D-1-7132-0097 |      |
| Wellheim (Standort)   | Mittelalterliche und frühneuzeitliche Befunde im Bereich der ehem. Wallfahrtskirche Zu unserer Lieben Frau vom Spindeltal.      | D-1-7132-0098 |      |
| Wellheim (Standort)   | Siedlung oder Gräberfeld der römischen Kaiserzeit.                                                                              | D-1-7132-0099 |      |
| Wellheim (Standort)   | Mittelalterliche und frühneuzeitliche Befunde im Bereich der Kath. Pfarrkirche St. Andreas in Wellheim.                         | D-1-7132-0101 |      |
| Wellheim (Standort)   | Mittelalterliche Burg. | D-1-7132-0102 |      |
| Wellheim (Standort)   | Befunde im Bereich der Toranlagen der spätmittelalterlichen und frühneuzeitlichen Marktbefestigung von Wellheim.                | D-1-7132-0105 |      |
| Wellheim (Standort)   | Siedlung oder Gräberfeld der Urnenfelderzeit und der römischen Kaiserzeit.                                                      | D-1-7132-0106 |      |
| Wellheim (Standort)   | Grabhügel der Bronzezeit, Grabhügel und Flachgräber der Hallstattzeit.                                                          | D-1-7132-0107 |      |
| Wellheim (Standort)   | Höhensiedlung der Bronzezeit und der Hallstattzeit.                                                                             | D-1-7132-0108 |      |
| Wellheim (Standort)   | Siedlung der Hallstattzeit. | D-1-7132-0109 |      |
| Wellheim (Standort)   | Höhle mit Funden des Spätpaläolithikums und der Hallstattzeit.                                                                  | D-1-7132-0110 |      |
| Wellheim (Standort)   | Mittelalterliche Burg. | D-1-7132-0111 |      |
| Wellheim (Standort)   | Höhensiedlung der frühen bis mittleren Bronzezeit, mittelalterlicher Burgstall.                                                 | D-1-7132-0114 |      |
| Wellheim (Standort)   | Mittelalterliche und frühneuzeitliche Befunde im Bereich der Kath. Filialkirche St. Johann Baptist.                             | D-1-7132-0116 |      |
| Wellheim (Standort)   | Grabhügel der Hallstattzeit. | D-1-7132-0118 |      |
| Wellheim (Standort)   | Grabhügel vorgeschichtlicher Zeitstellung.                                                                                      | D-1-7132-0120 |      |
| Wellheim (Standort)   | Grabhügel der Hallstattzeit. | D-1-7132-0121 |      |
| Wellheim (Standort)   | Mittelalterliche und frühneuzeitliche Befunde im Bereich der Kath. Filialkirche St. Leonhard.                                   | D-1-7132-0122 |      |
| Wellheim (Standort)   | Straße der römischen Kaiserzeit.                                                                                                | D-1-7132-0123 |      |
| Wellheim (Standort)   | Mittelalterliche und frühneuzeitliche Befunde im Bereich der Kapelle bei den Wielandshöfen.                                     | D-1-7132-0125 |      |
| Wellheim (Standort)   | Siedlung vor- und frühgeschichtlicher Zeitstellung.                                                                             | D-1-7132-0159 |      |
| Wellheim (Standort)   | Siedlung vor- und frühgeschichtlicher Zeitstellung.                                                                             | D-1-7132-0160 |      |
| Wellheim (Standort)   | Siedlung vor- und frühgeschichtlicher Zeitstellung.                                                                             | D-1-7132-0161 |      |
| Wellheim (Standort)   | Frühneuzeitliche Befunde im Bereich der Kapelle und ehem. Klause auf dem Kreuzelberg.                                           | D-1-7132-0162 |      |
| Wellheim (Standort)   | Siedlung der frühen oder mittleren Bronzezeit.                                                                                  | D-1-7132-0163 |      |
| Wellheim (Standort)   | Siedlung des frühen Mittelalters.                                                                                               | D-1-7132-0164 |      |
| Wellheim (Standort)   | Freilandstation des Mesolithikums.                                                                                              | D-1-7132-0165 |      |
| Wellheim (Standort)   | Mittelalterliche und frühneuzeitliche Befunde im Bereich der Kath. Ortskapelle St. Josef.                                       | D-1-7132-0166 |      |
| Wellheim (Standort)   | Körpergräber der frühen Bronzezeit.                                                                                             | D-1-7132-0167 |      |
| Wellheim (Standort)   | Grabhügel vorgeschichtlicher Zeitstellung.                                                                                      | D-1-7132-0168 |      |
| Wellheim (Standort)   | Straßenwachtturm der römischen Kaiserzeit und Bestattungsplatz der römischen Kaiserzeit oder des frühen Mittelalters.           | D-1-7132-0169 |      |
| Wellheim (Standort)   | Villa rustica der römischen Kaiserzeit.                                                                                         | D-1-7132-0170 |      |
| Wellheim (Standort)   | Straßenwachtturm oder Villa rustica der römischen Kaiserzeit.                                                                   | D-1-7132-0171 |      |
| Wellheim (Standort)   | Grabhügel vorgeschichtlicher Zeitstellung.                                                                                      | D-1-7132-0172 |      |
| Wellheim (Standort)   | Höhlenstation des Spätpaläolithikums und Mesolithikums.                                                                         | D-1-7132-0173 |      |
| Wellheim (Standort)   | Höhlenstation des späten Jungpaläolithikums, des Mesolithikums und des Neolithikums.                                            | D-1-7132-0174 |      |
| Wellheim (Standort)   | Siedlung vor- und frühgeschichtlicher Zeitstellung.                                                                             | D-1-7132-0175 |      |